# Festival di cinema africano di Verona 2008
L'edizione del 2008 del Festival di cinema africano di Verona è la 28ª e si è svolta a Verona dal 14 al 22 novembre 2008.

## Vincitori dell'edizione 2008

### Primo premio
- Malooned!, regia di Bob Nyanja (2007)

### Premio speciale
- Terra sonâmbula, regia di Teresa Prata (2007)

### Premio documentari
- En attendant les hommes, regia di Katy Lane Ndiaye (2007)
- Menzione speciale a Coming of Age, regia di Judy Kibinge (2008)
- Menzione speciale a Come un uomo sulla terra, regia di Andrea Segre e Dagmawi Yimer (2008)

### Premio cortometraggi
- C'est dimanche!, regia di Samir Guesmi - (2007)
- Menzione speciale a Kunta, regia di Ângelo Torres (2007)

### Premio scuole
- Shoot the Messenger, regia di Ngozi Onwurah (2006)

### Premio Nigrizia
- Iron Ladies of Liberia, regia di Daniel Junge e Siatta Scott-Johnson - documentario (2007)

### Premio Associazione Studenti Africani di Verona
- Mokili, regia di Berni Goldblat

## Altri film presentati
- African Lens. The Story of Priya Ramrakha, regia di Shravan Vidyarthi - documentario (2007)
- Azraa wa Ahmar, regia di Mahmood Soliman - cortometraggio (2006)
- Battle of the Souls, regia di Matt Bish (2007)
- Behind This Convent, regia di Gilbert Ndahayo (2008)
- Coffee & Allah, regia di Sima Urale - cortometraggio (2007)
- Délice Paloma, regia di Nadir Moknèche (2007)
- Docteur Boris, regia di Michaël Konan Mikayo (2007)
- El viaje de Said, regia di Coke Riobóo - cortometraggio (2006)
- Eye of the Sun, regia di Ibrahim El Batout (2008)
- Il est midi chez nous!, regia di Jacques Emmanuel Noumi - cortometraggio (2007)
- Il neige à Marrakech, regia di Hicham Alhayat - cortometraggio (2006)
- Il nous faut l'Amérique !, regia di Sidiki Bakaba (2005
- Kinshasa 2.0, regia di Teboho Edkins, cortometraggio (2007)
- La maison jaune, regia di Amor Hakkar (2007)
- La mouche et moi, regia di Rachid El Ouali - cortometraggio (2006)
- Le chaos, regia di Yusuf Shahin e Khaled Youssef (2007)
- L'oro rosso, regia di Cesare Fragnelli - cortometraggio (2007)
- Mamy Wata, regia di Moustapha Diop (1989)
- Memory Books, regia di Christa Graf (2008)
- Na sončni strani Alp, regia di Janez Burger - cortometraggio (2007)
- Où vas-tu Moshé?, regia di Hassan Benjelloun (2007)
- Roues libres, regia di Sidiki Bakaba (2002)
- Salomón, regia di Ignacio Lasierra - cortometraggio (2008)
- Sarah, regia di Kadija Leclere - cortometraggio (2007)
- Saving Mom & Dad, regia di Kartik Singh - cortometraggio (2007)
- Sexe, gombo et beurre salé, regia di Mahamat-Saleh Haroun (2008)
- Subira, regia di Ravneet "Sippy" Chadha - cortometraggio (2007)
- Sur les traces du Bembeya Jazz, regia di Abdoulaye Diallo - documentario (2007)
- Tamanrasset, regia di Merzak Allouache (2008)
- Teza, regia di Haile Gerima (2008)
- Tout à refaire, regia di Sadio Doucouré - cortometraggio (2007)
- Une girafe sous la pluie, regia di Pascale Hecquet - cortometraggio d'animazione (2007)
- Un matin bonne heure, regia di Gahité Fofana (2006)
- Whatever Lola Wants, regia di Nabil Ayouch (2007)